# Камберленд (Род-Айленд)
Камберленд (англ. Cumberland) — город в округе Провиденс, штат Род-Айленд, США. Население по данным переписи 2010 года — 33 512 человек (8-й по количеству жителей в штате).

## География
По данным Американского бюро переписи населения, общая площадь города составляет 73,2 км², в том числе 68,5 км² — суша и 4,7 км² — водные пространства.

## Население
Согласно данным переписи населения 2010 года, в городе насчитывалось 33 506 жителей, 13 143 отдельных домашних хозяйства и 9232 семьи. Плотность населения, таким образом, составляла 489,1 человек на км². Расовый состав населения города был таким: 92,8 % — белые; 1,5 % — афроамериканцы; 0,3 % — коренные американцы; 2,3 % — азиаты; 0,03 % — уроженцы островов Тихого океана; 1,4 % — представители других рас и 1,7 % — представители двух и более рас. 4,5 % населения определяли своё происхождение как испанское (латиноамериканское).
Из 13 143 домашних хозяйства на дату переписи 23,8 % имели детей; 56,8 % были женатыми парами. 24,7 % домашних хозяйств было образовано одинокими людьми, при этом в 11,6 % домохозяйств проживал одинокий человек старше 65 лет. Среднее количество людей в домашнем хозяйстве составляло 2,53; средний размер семьи — 3,04 человек.
Возрастной состав населения: 22,5 % — младше 18 лет; 6,5 % — от 18 до 24 лет; 24,9 % — от 25 до 44 лет; 30,2 % — от 45 до 64 лет и 15,8 % — 65 лет и старше. Средний возраст населения — 42,5 года. На каждые 100 женщин приходится 93,6 мужчин. На каждые 100 женщин в возрасте старше 18 лет — 90,0 мужчин.
Средний доход на одно домашнее хозяйство составляет $72 242; средний доход на семью — $84 038. Средний доход на душу населения — $32 378.
Динамика численности населения города по годам:
| 1930   | 1940   | 1950   | 1960   | 1970   | 1980   | 1990   | 2000   | 2010   |
| ------ | ------ | ------ | ------ | ------ | ------ | ------ | ------ | ------ |
| 10 304 | 10 625 | 12 842 | 18 792 | 26 605 | 27 069 | 29 038 | 31 840 | 33 506 |